# Antilopa Sharpeova
Antilopa Sharpeova (Raphicerus sharpei) je menší, velmi plachá, poměrně hojná, ale málo známá jihoafrická antilopa žijící na jih od rovníku. Vyskytuje se od jihozápadu Tanzanie přes jihovýchod Demokratické republiky Kongo, Zambii, Malawi, Mosambik, Botswanu a Zimbabwe až do severních oblastí Jihoafrické republiky a Svazijska.

## Popis
Zvířata mají srst se základní barvou červenohnědou s bílými skvrnami, které ji dávají našedlý vzhled. Obličej, čelo, tlama a vnější části končetin jsou žlutohnědé barvy. Čenich a ohraničení očí jsou černé, uši, břicho, spodní strana krku a vnitřní oblasti končetin špinavě bílé. Jsou poměrně malá, váží 6 až 11 kg a v kohoutku měří asi 50 cm, ocas mívají dlouhý 4 až 8 cm. Samci mají tlusté růžky o délce 6 až 10 cm a jsou celkově o málo menší než samice. Zubní vzorec obou pohlaví je 0/3, 0/1, 3/3, 3/3.

## Chování
Jsou to zvířata mimořádně plachá, žijí samotářsky a skrytě, v páru jsou vidět jen v období říje nebo je to samice s malým potomkem, kterého vodí na pastvu. Přes den většinou leží v husté trávě a křovinách a za potravou vycházejí až za soumraku. Jsou velmi ostražitá a při první známce nebezpečí se stáhnou do úkrytu, před dravcem málokdy utíkají, spíše se přikrčí a snaží se splynout s okolím. Často se schovávají i do prázdných nor vyhloubených hrabáči. Většinou žijí v blízkosti vody, kde bývá dostatek čerstvých rostlin. Spásají trávu, která tvoří asi 30 % stravy, okusují čerstvé větvičky, žerou ovoce a pomoci kopýtek vyhrabávají hlízy i kořínky rostlin.
Antilopy Sharpeovy jsou teritoriální, samci i samice brání svá území označovaná trusem a sekretem žláz. Samčí obvod obsahuje území asi čtyř samic. Boje samců nejsou jen rituální, ale s hlavou sehnutou až ke kolenům se bodají krátkým růžkami.

## Rozmnožování
Jsou polygamní a po březosti dlouhé asi šest měsíců (tolerance 168 až 210 dnů) se rodí většinou jedno mládě. Po dobu do tří měsíců je samicí kojeno a žije velmi skrytě. Samci se o kojence nestarají, samice může zabřeznout každoročně. Pohlavní dospělosti dosahují potomci ve věku nad šest měsíců, to již jsou na matce nezávislí. Bylo vypozorováno, že přicházejí na svět v průběhu celého roku, převážná většina však v listopadu a prosinci, na počátku období dešťů.

## Ohrožení
K jejich predátorům patří gepardi, hyeny, šakali a draví ptáci, největší hrozbu ale představují domorodí lidé lovící je pro maso a vypalující porosty ve kterých žijí. Ve volné přírodě se, pokud se nestanou kořistí, obvykle dožívají věku 6 až 10 let.
Podle IUCN je antilopa Sharpeova hodnocena jako stabilní, málo dotčený druh (LC) o celkovém počtu asi 95 000 jedinců. Ti přibližně z jedné třetiny žijí na před lovem chráněných územích v rezervacích. Jsou to hlavně Selousova rezervace (Selous Game Reserve) v Tanzanii, Upemba National Park v Demokratické republice Kongo, Kafue National Park a Luangwa Valley v Zambii, Lengwe National Park v Malawi, Banhine National Park v Mosambiku, Hwange National Park a Gonarezhou National Park v Zimbabwe a Krugerův národní park (Kruger National Park) v Jihoafrické republice.